# Frederik af Nederlandene
Frederik af Nederlandene (Vilhelm Frederik Karl; 28. februar 1797 - 8. september 1881) var næstældste søn af kong Vilhelm 1. af Nederlandene og dennes hustru, Wilhelmine af Preussen. Han er tiptip-oldefar til Margrethe 2.

## Biografi
Frederik opvoksede ved hoffet i Berlin hos sin onkel, Frederik Vilhelm 3. af Preussen. Som 16-årig deltog han i slaget ved Leipzig. Første gang han var i Nederlandene var i 1813, hvor han studerede ved universitetet i Leiden. Efter Napoleons nederlag ved Waterloo og den efterfølgende Wienerkongressen, blev hans far udråbt som konge af det Forenede Kongerige Nederlandene i 1815. Efter en særlig traktat skulle Frederik have arvet sin fars tyske ejendomme og landområder ved dennes død, men da han ikke længere havde rådighed over disse, blev han i stedet tildelt Storhertugdømmet Luxembourg, som dengang var en del af Nederlandene. Imidlertid aftalte man i 1816 at Luxembourg skulle forblive under den nederlandske konge og der blev udbetalt en enorm sum til Frederik som erstatning for dette. En stor del af denne arv gik senere videre til datteren Louise, som gav den videre til sin datter, Louise der var gift med Frederik 8.

## Ægteskab og børn
Frederik blev gift 21. maj 1825 i Berlin med sin kusine, Louise af Preussen. Parret fik fire børn:
1. Louise af Nederlandene (5. august 1828 - 30. marts 1871), gift 1850 med Karl 15. af Sverige. (Deres datter, Louise, blev gift med Frederik 8.)
2. Frederik af Nederlandene (6. juli 1833 - 1. november 1834).
3. Vilhelm af Nederlandene (22. august 1836 - 23. januar 1846).
4. Marie af Nederlandene (5. juli 1841 - 22. juni 1910), gift 1871 med Vilhelm af Wied.